# ほっとっとっとな まいにち
「ほっとっとっとな まいにち」はキグルミチコのシングル。2007年8月22日にビクターエンタテインメントから発売された。

## 概要
テレビ朝日系テレビアニメ『あたしンち』のエンディングテーマ。
2007年6月30日を以て、キグルミからハルカが卒業（脱退）、当初レナのみのソロユニットとして活動する予定だったが、あたしンち放送5周年を記念して、同アニメのエンディングテーマソングの依頼が入り、同番組を気に入っていたレナと清水ミチコがユニットを組み、"キグル"ミ＋清水"ミチコ"の合成で「キグルミチコ」と命名。エンディングテーマ「ほっとっとっとな まいにち」を歌う経緯になった。
キグルミ時は「姉妹」のようなユニットだったが、キグルミチコ時は「親子」のようなユニット。
立ち位置は、キグルミ時向かって右側にレナは位置していたが、キグルミチコ時は向かって左側。清水ミチコが向かって右側に位置。
ミュージック・ビデオは、ビクターより「Yahoo!動画」が先に公開されたが（期間限定公開）、2007年9月7日よりビクターでも公開される。Yahoo!動画はすでに配信を終了している。

## 収録曲
（全作曲・編曲：川嶋可能）
1. ほっとっとっとな まいにち [3:11]
作詞：里乃塚玲央
2. まに・まに・まむも [4:10]
作詞：松山日々
3. ほっとっとっとな まいにち（カラオケ） [3:11]
4. まに・まに・まむも（カラオケ） [4:06]